# ピンク・ピストルズ
ピンク・ピストルズ（英語: Pink Pistols）はアメリカおよびカナダに支部をもつ、ゲイの銃愛好家による組織である。スローガンは「素手のやつらをいじめるな」("Pick on someone your own caliber" )。 

## 歴史
ピンク・ピストルズは、Salon.comに寄稿されたジョナサン・ラウチの記事に影響を受けて、「クリケット」ことダグ･クリックが2000年7月に立ち上げた組織である。クリケットは、イリノイ州の出身で後にマサチューセッツ州に移住する、リバタリアンのアクティヴィストだった。この組織は2014年10月の時点で、少なくとも45の支部を持っている。支部はそれぞれ33の州と3つの国にちらばっており、銃を所持するLGBTの人間で組織されているが、銃の所持もLGBTも会員資格ではない。
アメリカにおいて一般的に銃を持つ権利は「保守派の問題」とみなされ、セクシュアリティが「リベラル派の問題」とされているだけに、ピンク･ピストルズの政治的な立ち位置は奇妙なものと思われている。しかし、この二つの「シングル・イシュー」のどこにも互いに矛盾するところはなく、また銃の所持を肯定しながら、ふつうは反銃規制とは結びつかないであろう団体は他にいくらでもある（例えば「銃器所持を支持する民主党員」）。
ピンク・ピストルズの活動は、射撃練習場を訪れることでもあり、実践的な政治活動でもある。彼らは時おり政治家が自分たちの関心事に対してどういった立ち位置にあるかを採点した通信簿を公開している。そして彼らの公式サイトによれば、
ピンク・ピストルズのシンボルは、拳銃の立射姿勢をとった人間を俯瞰したピクトグラムをピンクの三角形の中に描いたものである。現代において、ピンクの三角形はゲイ･ブライドとゲイの権利のシンボルであるが、これはもともとホロコーストにおいて強制収容所に入れられた同性愛者が着用を義務づけられていたバッジであった。
組織のスポークスパーソン、グウェン・パットンによれば「我々は誰かに危害を加えられたくないし、その誰かは我々のところから逃げ去ってもらいたい。そこで気づいた最良の手段が、銃の所持である」。パットンはこうも述べている。「ピンク・ピストルズは、同性愛者よりも銃所持の支持者から好意的に迎えられる傾向にある」。
1500人ほどだったピンク･ピストルズの会員数は、2016年のフロリダ州におけるゲイ・ナイトクラブでの銃乱射事件の後に4500人にまで膨れあがった。2016年6月24日の時点で、会員は7000人以上、アメリカ国内の支部の数は36を数える。